# Торе-су-Шарни
Торе́-су-Шарни́ (фр. Thorey-sous-Charny) — коммуна во Франции, находится в регионе Бургундия. Департамент коммуны — Кот-д’Ор. Входит в состав кантона Витто. Округ коммуны — Монбар.
Код INSEE коммуны — 21633.

## Население
Население коммуны на 2010 год составляло 188 человек.
| 1962 | 1968 | 1975 | 1982 | 1990 | 1999 | 2010 |
| ---- | ---- | ---- | ---- | ---- | ---- | ---- |
| 223  | 211  | 199  | 187  | 191  | 153  | 188  |

## Экономика
В 2010 году среди 104 человек трудоспособного возраста (15—64 лет) 78 были экономически активными, 26 — неактивными (показатель активности — 75,0 %, в 1999 году было 64,1 %). Из 78 активных жителей работали 75 человек (44 мужчины и 31 женщина), безработных было 3 (1 мужчина и 2 женщины). Среди 26 неактивных 4 человека были учениками или студентами, 15 — пенсионерами, 7 были неактивными по другим причинам.